# Mã Tuân
Mã Tuân (chữ Hán: 馬遵, bính âm: Ma Zun) là một viên tướng của nhà Tào Ngụy thời Tam Quốc trong lịch sử Trung Quốc. Mã Tuân là Thái thú quận Thiên Thủy ông tham gia cuộc chiến của quân Ngụy chống lại các chiến dịch Bắc phạt của Gia Cát Lượng.

## TrongTam Quốc diễn nghĩa
Trong Tam Quốc diễn nghĩa, Mã Tuân là Thái thú quận Thiên Thủy phối hợp với Hạ Hầu Mậu chống cự lại quân Thục. Khi đó quân Thục cử một viên tướng Bùi Tự đến dụ Mã Tuân đem quân đến cứu Hạ Hầu Mậu. Mã Tuân tin lời nhưng có tướng Khương Duy dưới quyền đã phát hiện đây là âm mưu của Gia Cát Lượng và tương kế tựu kế tập kích Gia Cát Lượng. Mã Tuân cùng Khương Duy chỉ huy quân nghị đánh lui quân của Triệu Vân và Gia Cát Lượng lập được công lao.
Gia Cát Lượng yêu thích Khương Duy liền dùng kế dụ Hạ Hầu Mậu và Mã Tuân mâu thuẫn với Khương Duy. Gia Cát Lượng nhân đó tập kích Ký Thành và đánh đuổi Khương Duy, sau đó lại cho người giả dạng Khương Duy và tấn công Mã Tuân khiến Mã Tuân tưởng nhầm là Khương Duy làm phản. Khi Khương Duy thật chạy đến thì Mã Tuân đóng chặt cổng thành và bắn tên vào Khương Duy. Khương Duy cùng đường liền đầu hàng quân Thục
Sau khi Khương Duy đầu hàng Gia Cát Lượng liền hợp mưu trở giáo chỉ đường cho Gia Cát Lượng tập kích liên tục nhiều thành trì của quân Ngụy. Quân Thục liên tục thắng lớn, nhiều tướng Ngụy quen biết với Khương Duy cùng phản lại Mã Tuân. Hạ Hầu Mậu và Mã Tuân vội vàng dẫn hơn trăm người, lẻn ra cửa tây, bỏ thành Khương Hồ chạy sang rợ Khương.